# Елеанора Клара (Хоенлое-Нойенщайн)
Елеанора Клара фон Хоенлое-Нойенщайн (на немски: Eleonore Klara von Hohenlohe; * 16 юли 1632, дворец Нойенщайн, Нойенщайн; † 4 май 1709, дворец Саарбрюкен, Саарбрюкен) е графиня от Хоенлое-Нойенщайн и чрез женитба графиня на Насау-Саарбрюкен (1662 – 1677).

## Живот
Тя дъщеря на граф Крафт VII фон Хоенлое-Нойенщайн-Вайкерсхайм (1582 – 1641) и съпругата му пфалцграфиня София фон Цвайбрюкен-Биркенфелд (1593 – 1676), дъщеря на пфалцграф Карл I фон Цвайбрюкен-Биркенфелд (1560 – 1600) и Доротея фон Брауншвайг-Люнебург (1570 – 1649).
Елеанора Клара се омъжва на 14 юни 1662 г. в Саарбрюкен за граф Густав Адолф фон Насау-Саарбрюкен (1632 – 1677). Той умира на 9 октомври 1677 г. на 45 години от раните си в битката при Кохерсберг (северозападно от Страсбург). Тя му приготвя гроб в дворцовата църква в Саарбрюкен.
Тя умира на 4 май 1709 г. в Саарбрюкен на 76 години.

## Деца
Елеанора Клара и Густав Адолф имат децата:
- Лудвиг Крафт (1663 – 1713), граф на Насау-Саарбрюкен, женен на 25 април 1699 г. за графиня Филипина Хенриета фон Хоенлое-Лангенбург (1679 – 1751)
- Карл Лудвиг (1665 – 1723), граф на Насау-Саарбрюкен, женен на 22 април 1713 г. за графиня Кристиана фон Насау-Отвайлер (1685 – 1761)
- София Амалия (1666 – 1736), омъжена на 22 август 1686 г. за граф Албрехт Волфганг фон Хоенлое-Лангенбург (1659 – 1715)
- Густав Адолф (1667 – 1683), убит
- София Елеонора (1669 – 1742)
- София Доротея (1670 – 1748), омъжена на 13 юли 1720 г. за граф Карл Лудвиг Филип фон Залм-Грумбах (1678 – 1727)
- Филип Вилхелм (1671 – 1671)
- син (1672)